# Sur un arbre perché
Pour l'épisode de série télévisée, voir Sam (série télévisée)#Saison 1 (2016).
Pour plus de détails, voir Fiche technique et Distribution.
Sur un arbre perché est un film franco-italien, réalisé par Serge Korber, sur un scénario de Pierre Roustang, adapté par Serge Korber et Jean Halain, sorti en 1971.

## Synopsis
Henri Roubier (Louis de Funès), un promoteur français, revient d'Italie. Il vient de conclure avec Enrico Mazzini, un Italien, un accord leur assurant la mainmise sur les autoroutes européennes. Alors qu'il roule sur les routes le long de la Méditerranée, Roubier prend un jeune auto-stoppeur (Olivier de Funès) et une ravissante jeune femme en difficulté (Geraldine Chaplin). Les deux passagers contraignent Roubier à faire un détour par Cassis. Alors que la nuit tombe et qu'il est exaspéré par ses deux passagers, il manque un virage et son véhicule est précipité dans le vide en haut d'une falaise. L'automobile et ses occupants se retrouvent miraculeusement perchés sur un pin parasol sur la paroi de la falaise. Les passagers tentent de se dégager, mais au moindre de leur mouvement, la voiture bouge, menaçant de basculer dans le vide...

## Fiche technique
- Réalisation : Serge Korber
- Scénario original de Pierre Roustang
- Adaptation : Jean Halain, Serge Korber
- Dialogues : Jean Halain
- Musique : Alain Goraguer (Editions Chappell Aznavour)
- Assistants réalisateur : Bernard Guillou, Henri Helman
- Images : Edmond Séchan
- Production : Lira Films, Ascot Cinéraid, Société Nouvelle Cinématographique (Franco-Italienne), Comacico
- Chef de production : Raymond Danon
- Directeur de production : Ralph Baum
- Producteur associé : Maurice Jacquin
- Secrétaire de production : Christiane Caradec
- Distribution : Société Nouvelle Cinématographique, Impéria Films
- Décors : Rino Mondellini, assisté de Jean Forrestier et Jacques Brizzio
- Opérateur : Daniel Vogel, assisté de Jacques Lefrançois et Christian Dupré
- Opérateur de la seconde équipe : René Vernadet, Michel Rocca, assistés de Jean-Louis Bonnin et de la compagnie des guides de Provence
- Son : René-Christian Forget
- Montage son : Claude Cohen, assisté de Elisabeth Sarradin
- Perchman : Guy Maillet
- Montage : Marie-Claire Korber, assistée de Florence et Yan Dedet
- Script-girl : Annie Maurel
- Photographe de plateau : Roger Corbeau
- Régleur de Cascades : Rémy Julienne (non crédité)
- Administrateur : Maurice Otte
- Régisseur général : André Hoss, René Brun, Alex Mainery
- Maquillage : Fernande Hugi
- Attaché de presse : Marlène et Eugène Moineau
- Mixages : Alex Pront – Matériel : Trigano
- Générique et effets visuels : STAN
- Pays de roduction : France et Italie
- Format : 35 mm, couleur Eastmancolor, son mono, rapport de forme : 1.66 : 1
- Tirage : Laboratoire Eclair (Paris), système sonore : Westrex Recording System (Paris Studio Cinéma) Boulogne Billancourt
- Genre : Comédie dramatique
- Durée : 90 minutes
- Visa d'exploitation : 37104
- Dates de sortie :
  - France : 14 avril 1971 (première présentation)
  - Belgique : 11 juin 1971 (à Gand)
  - Italie : 30 octobre 1972
- Tournage dans les studios de Boulogne et pour les extérieurs : les falaises de Cassis

## Distribution
- Louis de Funès : Henri Roubier, industriel et promoteur auto-routier
- Geraldine Chaplin : Mme Muller, auto-stoppeuse et femme de l'ex-colonel
- Olivier de Funès : le jeune auto-stoppeur
- Alice Sapritch : Lucienne Roubier, née Marval-Beaufort, la femme d'Henri
- Danielle Durou : la vedette du film d'épouvante
- Hans Meyer : l'ex-colonel Muller, mari jaloux
- Fernand Berset : l'interlocuteur à la télévision
- Daniel Bellus : l'alpiniste sauveteur
- Jean-Jacques Delbo : le yachtman
- Roland Armontel : le père Jean-Marie Marval-Beaufort, frère de Lucienne
- Franco Volpi : Enrico Mazzini, le promoteur italien
- Paul Préboist : le radio-reporter
- Jean Hébey : le reporter de la télévision
- Fernand Sardou : l'adjudant-chef
- Pascal Mazzotti : le speaker de la télévision
- Jean Panisse : le gendarme à Cassis
- Charles Bayard : M. Lejeune de la société Lejeune et Cie (non crédité)
- Fransined : le cafetier à Cassis
- Édouard Francomme : un homme lors de l'allocution politique (non crédité)
- Henri Guégan : le camionneur lors de la manifestation
- Serge Korber : l'homme à l'inauguration (non crédité)
- Jean Berger : un speaker de la radio / le narrateur (voix) (non crédité)
- Albert Augier : un speaker à la radio (voix) (non crédité)
- Roger Corbeau : le vampire du film d'épouvante (non crédité)
- Pierre Richard[note 1] : un alpiniste

## Production

### Genèse et développement
Le projet initial s'intitulait L'Accident. Yves Montand et Annie Girardot devaient se partager la vedette. Mais ayant lu l'histoire, Louis de Funès trouva que c'était un bon sujet de comédie et le script fut totalement réécrit. Il voit l'opportunité de se réinventer avec ce huis clos. C'est la deuxième collaboration entre de Funès et Korber, après L'Homme orchestre (1970). Korber remanie son scénario initial avec Jean Halain, fidèle scénariste funésien.

### Attribution des rôles
Shirley MacLaine devait au départ interpréter le rôle finalement tenu par Geraldine Chaplin. Cependant, à la suite d'un différend à propos des dates de tournage, elle dut renoncer. En l'engageant, Louis de Funès espère secrètement rencontrer son illustre père Charlie Chaplin, qui est son idole, mais l'entrevue n'a jamais lieu,. C'est la sixième et dernière fois qu'Olivier de Funès tourne avec son père, avant de devenir pilote de ligne.

### Tournage

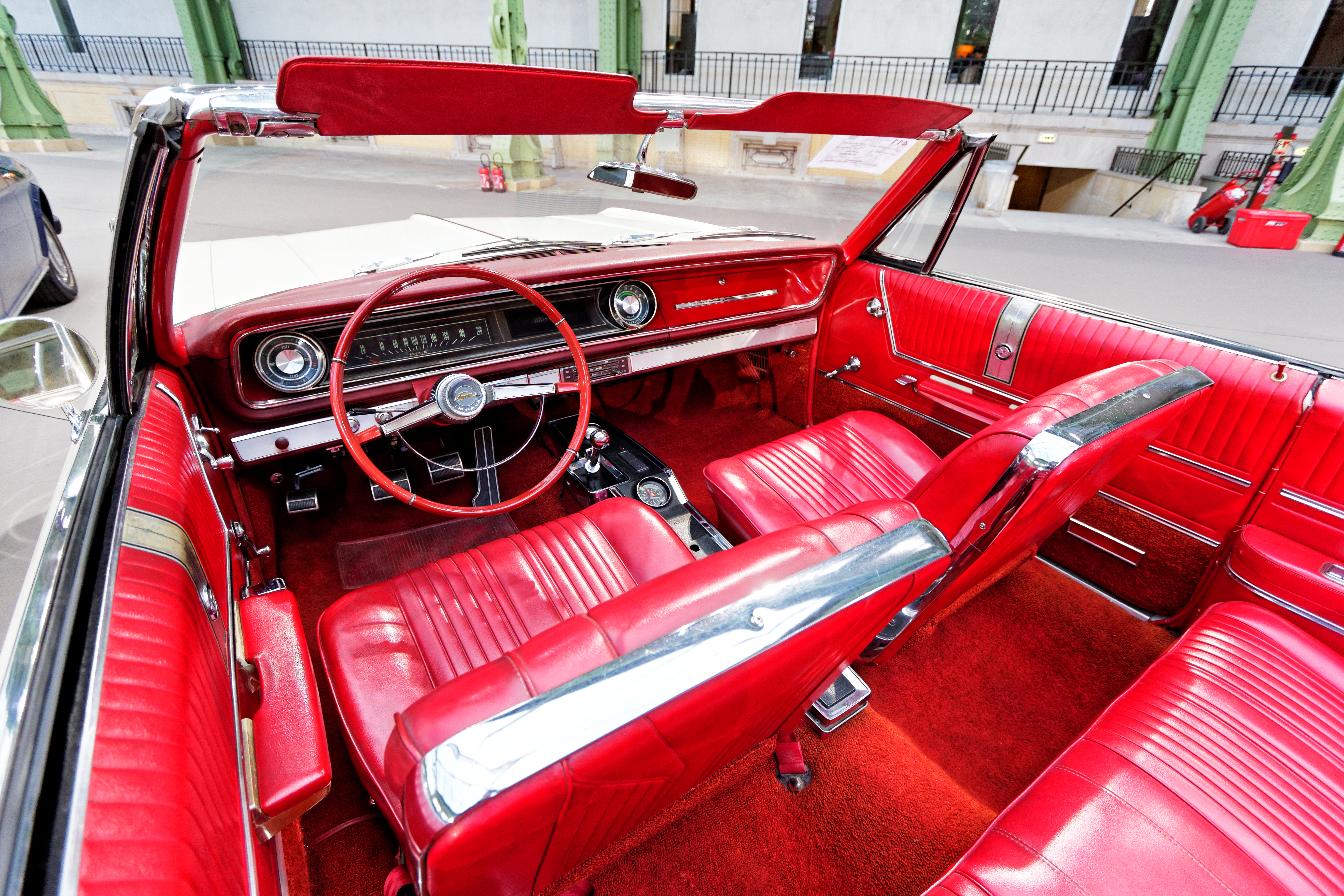
Dans Sur un arbre perché (1971), Louis de Funès doit limiter son jeu en étant coincé à l'intérieur d'une Chevrolet Impala.

Le tournage a lieu entre septembre et décembre 1970. La voiture « vedette » du film est une Chevrolet Impala SS décapotable de 1965.
Le tournage du film fut assez complexe pour l'époque. Le réalisateur Serge Korber a tourné cinq semaines en décors naturels dans les falaises Soubeyranes (les plus hautes de France), à Cassis, et l'équipe technique a construit un faux pin parasol, y a fixé une voiture, puis le metteur en scène s'est entouré de cascadeurs (placés dans la voiture) et d'alpinistes pour escalader la falaise et filmer la voiture depuis un hélicoptère, sans oublier l'important matériel utilisé pour les scènes de sauvetage, les effets spéciaux, etc.
Une deuxième partie de tournage s'est déroulée en studio avec les vrais acteurs. Le décorateur Rino Mondellini a reconstitué une partie de la falaise, le pin parasol fixé sur la paroi et la voiture attachée à l'arbre, puis des tuyaux ont été installés dans le studio pour recréer l'eau. Tout un système fut employé également pour les mouvements de la voiture, enfin grâce à la cabine de montage, les acteurs observaient les mouvements faits par les cascadeurs en décors naturels pour pouvoir les raccorder.
Après le tour de force technique des plans en décors naturels à Cassis, auquel l'acteur ne prend pas part, les prises de vues se déroulent en studios dans une voiture montée sur vérins pour en reproduire l'instabilité. Le sujet contrecarre toutes les ressources comiques physiques traditionnelles de Louis de Funès : l'enfermement dans la Chevrolet Impala bride son jeu physique, empêchant toute agitation ou éclatement d'humeurs, et ne lui laisse exprimer que la panique ou un affolement contenus.

### Bande originale

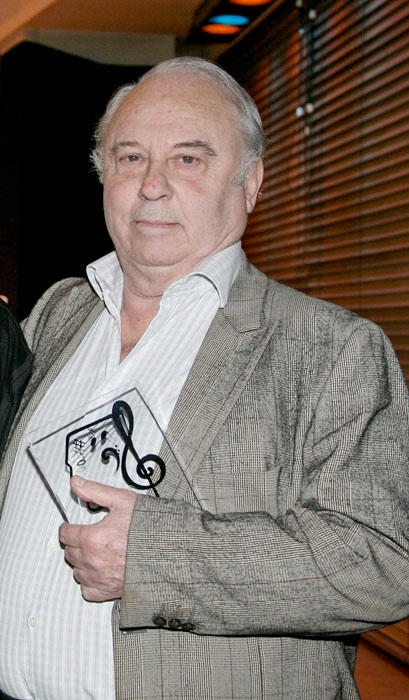
Alain Goraguer (ici en 2016) compose la musique de Sur un arbre perché.

Alain Goraguer compose la bande originale de Sur un arbre perché,. Au départ, la musique est confiée à François de Roubaix, dans la continuité de L'Homme orchestre, mais celui-ci doit se désister car il est retardé par un autre film,. De premières publicités avaient été imprimés avec son nom et il avait même tourné une scène finalement coupée. Serge Korber propose le travail à Michel Legrand, qui refuse, bien que très intéressé par l'acteur : « J'adore Serge mais la vision claustrophobique d'un Louis de Funès privé d'espace, suspendu au-dessus du vide, m'a été très douloureuse. Mon refus, je crois l'a désarçonné ». Le réalisateur retrouve alors Alain Goraguer, compositeur de plusieurs autres de ses films depuis ses premiers courts-métrages et arrangeur de Serge Gainsbourg,.
Aucune publication de la bande originale du film ne semble avoir lieu à l'époque de la sortie en salles. La musique n'est rendue disponible que plus tard, partiellement, d'abord dans la compilation en CD Louis de Funès, bandes originales des films, vol. 2, publiée en 1998 et ré-éditée en 2007,, puis dans la vaste intégrale  Louis de Funès, musiques de films, 1963-1982 de la collection Écoutez le cinéma !, publiée en 2014,.

## Exploitation et accueil

### Box-office
Le film, sorti en avril 1971, est un succès mitigé pour une production où figure Louis de Funès. Il attire tout de même au total 1 622 836 spectateurs, se plaçant à la 19e place du classement annuel du box office français 1971,. Le résultat au box-office du long-métrage est le plus petit score d'un film avec Louis de Funès en tête d'affiche depuis qu'il est devenu une valeur sûre du cinéma,. Il est même considéré comme un échec commercial en raison de l'important investissement alloué au film.

### Accueil critique
Sur un arbre perché connaît le pire accueil d'un film de Louis de Funès depuis l'avènement de sa célébrité en 1964. Il n'est cependant pas l'objet des critiques trop politisées habituelles, souvent subies par les films de l'acteur. Le problème est ici qu'aucun critique ne soutient son film.
Au plus positif, Les Lettres françaises jugent le film « inégal, mais possédant quelques jolis plans vertigineux », et le considèrent comme « un assez sympathique divertissement ». Dans Le Monde, Louis Marcorelles trouve de plus que le film est un curieux mélange : « Hésitant entre la comédie poursuite à la Mack Sennett (tout le début), le tableau de mœurs, le de Funès pur « bien de chez nous », Sur un arbre perché aurait très très pu être débité en tranches, trois sketches successifs ou le mélange des genres, étalé sur la durée, choquerait moins ». Monique Fleury, de France-Soir, pointe du doigt le manque de rythme, et regrette que de Funès soit bloqué dans son jeu : « On revient sur chaque gag lentement, longuement. Trop lentement, trop longuement. On a envie de voir Louis de Funès marcher, courir, vivre, et non pas le sentir enfermé ». À l'inverse, Le Parisien libéré défend l'acteur principal, décrit comme ayant sauvé un film au scénario et au dialogues mauvais grâce sa performance d'acteur.
Fervent soutien de l'acteur principal dans Le Figaro, Louis Chauvet, largement déçu du film, souhaite que Louis de Funès se ressaisisse : « Nous espérons que, très bientôt, un meilleur scénario viendra récupérer la vedette pour nous la rendre à ses habituelles occupations. Ce qui fera, je pense, le bonheur d'un public fidèle ». De même, Monique Fleury espère retrouver un de Funès en vitesse de croisière : « [il] nous doit une revanche. Pour nous empêcher de penser avec nostalgie au Corniaud, à Oscar, à La Grande Vadrouille, ou à quelque gendarme venu de Saint-Tropez ».